# Plac Kościeleckich
Plac Kościeleckich – plac miejski w Bydgoszczy.

## Położenie
Plac Kościeleckich znajduje się na wschodnich obrzeżach Starego Miasta w Bydgoszczy między ulicą Bernardyńską a ulicą Przy Zamczysku.
Od północy Plac sąsiaduje z kościołem pw. Andrzeja Boboli. Po stronie południowej znajduje się pierzeja zabudowy, w której wyróżniają się m.in. obiekty byłej szkoły ludowej oraz przytułku dla niemowląt z początku XX w.

## Historia

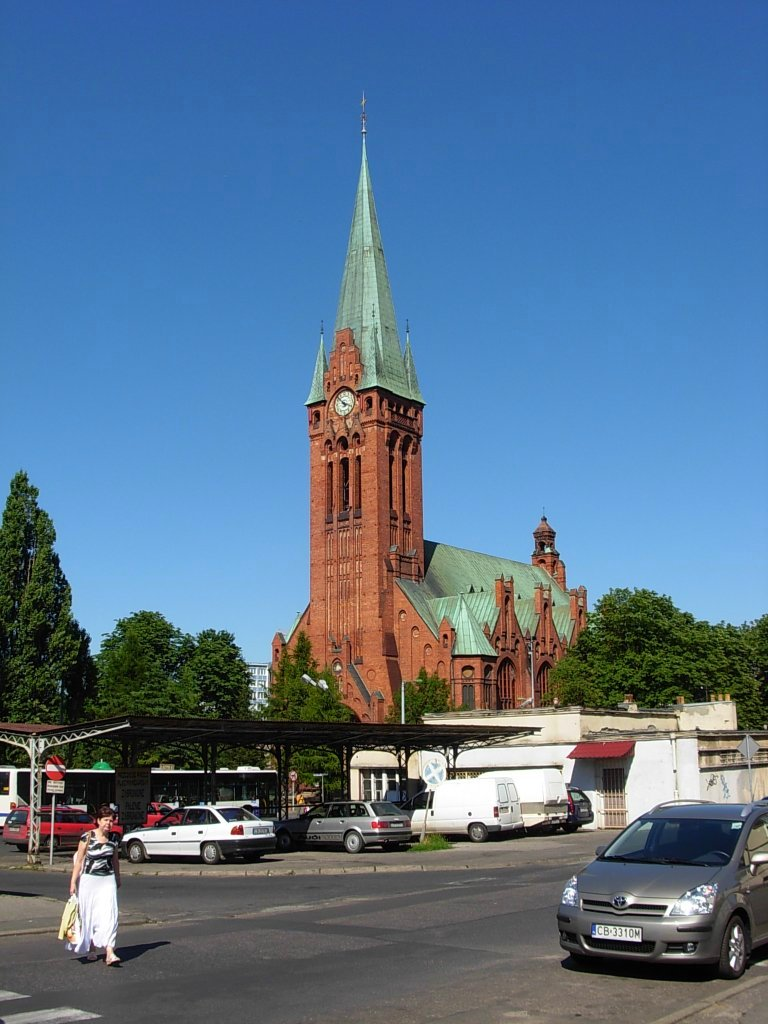
Pozostałości dawnego dworca autobusowego na tle Kościoła św. Andrzeja Boboli (2008)

Do końca XIX wieku w rejonie dzisiejszego placu znajdował się bagnisty obszar przylegający do starorzecza Brdy. W XI-XIV wieku na północ od placu znajdował się zespół grodu bydgoskiego, a po jego zniszczeniu w 1330 r. – murowany zamek, otoczony fosą, wybudowany z inicjatywy Kazimierza Wielkiego. Odgrywał on istotną rolę obronną podczas wojen polsko-krzyżackich w XV wieku, lecz podczas potopu szwedzkiego został rozerwany minami. Od tego czasu aż do 1895 r. w rejonie tym znajdowały się nieużytki, częściowo wykorzystywane przez mieszczan na ogrody. Fosa zamkowa niepotrzebna już ze względów militarnych została w XVIII wieku osuszona. W 1860 r. Towarzystwo Upiększania Miasta zasadziło w tym rejonie kasztanowce, dęby i lipy.
W 1899 r. władze pruskie przystąpiły do prac związanych z uporządkowaniem i zagospodarowaniem dawnego wzgórza zamkowego. Teren ten leżący na wschodnim obrzeżu Starego Miasta pozostawał dotychczas na uboczu ówczesnej działalności urbanistycznej miasta. Na południe od skrzętnie rozebranych ruin zamku bydgoskiego, na miejscu zniwelowanego wzgórza i fosy wytyczono dzisiejszy Plac Kościeleckich oraz przeprowadzono szereg innych prac:
- wybudowano nową neogotycką farę ewangelicką pw. Krzyża świętego (obecny kościół pw. św. Andrzeja Boboli) według projektu Heinricha Seelinga,
- na miejscu rozebranej w 1903 r. starej fary ewangelickiej wybudowano rok później według planów berlińskiej spółki architektonicznej Boswau & Knauer miejską halę targową,
- przedłużono w kierunku wschodnim ul. Kościelną (ob. ul. Magdzińskiego), której perspektywę zamknęła nowa świątynia ewangelicka,
- po stronie południowej placu, obok szkoły ludowej (1891-1893), wzniesiono w latach 1908-1909 zaprojektowany przez C. Meyera modernistyczny przytułek dla niemowląt, tzw. Auguste-Victoria-Heim (ob. siedziba Wojewódzkiego Ośrodka Kultury).

Obecnie proporcje Plac otrzymał wraz z ukończeniem budowy fary ewangelickiej w 1905 roku. W 1908 roku na środku placu, w czterech rzędach zasadzono kasztanowce (Aesculus hippocastanum). Po obu stronach alei wykonano jezdnie. W 1937 roku na placu rosło 67 drzew kasztanowca o strzyżonych koronach, zaś na środku skweru założono trawniki i kwietniki, podzielone alejkami.
Od 1935 roku do połowy lat 70. XX wieku Plac Kościeleckich stanowił miejski dworzec autobusowy. Po przeniesieniu autobusów do nowo zbudowanego terminalu przy ulicy Jagiellońskiej, plac przebudowano w formie prostokątnych pól geometrycznych z kwietnikami na tarasach (1978-1980). Od stycznia 1976 roku na plac przeniesiono pętle linii 51, 56, 58, 66 i 101, czym stał się on najważniejszym węzłem przesiadkowym w mieście.
W końcu sierpnia 2015 dawny pawilon dworca został rozebrany, a w jego miejscu kosztem ponad 35 mln zł powstał 5-kondygnacyjny budynek biurowy klasy A Immobile K3 z dwukondygnacyjnym parkingiem na 80 samochodów w podziemiu, o powierzchni 8800 metrów kwadratowych. Prace nad realizacją inwestycji zapoczątkowano w kwietniu 2016, a kamień węgielny wmurowano 7 czerwca 2016. 8 lutego 2017 na budynku zawisła wiecha, a jego otwarcie zaplanowano na 8 lipca 2018. Do realizacji zużyto ok. 10 tys. m sześć. betonu i 1300 ton stali. Powierzchnia zabudowy gmachu to 2212 m kw. przy działce 2242 m kw.. Elewację wykonano ze szkła i płyt granitowych, z wyraźnie zaznaczonymi gzymsami. Pierwszymi najemcami obiektu stali się Urząd Ochrony Konkurencji i Konsumentów oraz Aviva.
24 stycznia 2017 – oficjalnie z powodu złego stanu drzew – usunięto z placu 6 kasztanowców. Nawałnica z 11 na 12 sierpnia 2017 powaliła dwa kolejne drzewa, pozostawiając na placu tylko 9 drzew. Drzewa te, wbrew stanowisku władz miejskich, zostały uratowane przed wycinką na mocy decyzji wojewódzkiego konserwatora zabytków. W listopadzie 2018 drzewa przebadano za pomocą tomografu sonicznego, ponadto przeprowadzone zostały próby obciążeniowe i stabilność drzew w gruncie.
W latach 2019–2020 z powodu przebudowy ul. Bernardyńskiej plac nie miał z nią połączenia drogowego.
W 2022 ogłoszono przetarg na rewitalizację skweru, przewidującą dwa szpalery kilkunastu kasztanowców po każdej stronie placu, miejsca wypoczynku, stylizowane latarnie oraz ogrody kwiatowe. Pod powierzchnią placu powstanie podziemny zbiornik retencyjny. Ponadto usunięte zostaną murki, kanalizujące od powstania w latach 1978-1980 ruch pieszych.

## Nazwy
W przeszłości Plac Kościeleckich posiadał różne nazwy:
- 1899-1920 – Hann-von-Weyhern-Platz
- 1920-1939 – Plac Kościeleckich
- 1939-1945 – Hann-von-Weyhern-Platz
- 1945-1949 – Plac Kościeleckich
- 1950-1956 – Plac Rewolucji Październikowej
- od 1956 – Plac Kościeleckich

Obecna nazwa Placu upamiętnia działalność starostów bydgoskich z rodu Kościeleckich, szczególnie zasłużonych dla rozwoju gospodarczego i kulturalnego Bydgoszczy w „złotym wieku” – 1457-1600.

## Komunikacja
Plac Kościeleckich jest obecnie wykorzystywany jako pętla autobusowa. Przystanki (końcowe lub przelotowe) mają tu wszystkie linie nocne (31N-36N).

## Niektóre obiekty w sąsiedztwie Placu Kościeleckich
| Nr | Adres               | Lata budowy | Styl arch. | Wpisany do rej. zabytków | Uwagi | Zdjęcie |
| 1. | pl. Kościeleckich 7 | 1900–1903   | neogotyk   | T                        | Do 1945 r. miejska fara ewangelicka, od 1946 r. kościół jezuitów pw. św. Andrzeja Boboli, od 1967 r. także świątynia parafialna. Autorem projektu jest Heinrich Seeling z Berlina. |         |
| 2. | pl. Kościeleckich 6 | 1908–1909   | neogotyk   | T                        | Początkowo zakład leczniczy dla niemowląt (niem. Auguste-Victoria-Heim), po 1945 r. Specjalistyczna Poradnia Dziecięca, od 2000 r. siedziba Wojewódzkiego Ośrodka Kultury i Sztuki "Stara Ochronka". Autorem projektu budynku jest miejski radca budowlany Carl Meyer. W 2014 przystąpiono do budowy nowego skrzydła budynku, mieszczącego m.in. salę widowiskową. W 2022 na zapleczu budynku powstał mural przedstawiający Teofila Ociepkę. |         |
| 3. | pl. Kościeleckich 8 | 1890–1892   | neogotyk   | T                        | Do 1920 r. żeńska szkoła ludowa (niem. Erste Mädchen von Volkschule), od 1921 r. Polska Szkoła Powszechna im. Księdza Piramowicza, po 1945 r. Szkoła Podstawowa nr 8 im. Tadeusza Kościuszki. Od 2007 r. mieści się w nim Muzeum Wolności i Solidarności w Bydgoszczy. Budynek w 2010 r. przekazano Uniwersytetowi Kazimierza Wielkiego. Autorem projektu budynku jest miejski radca budowlany Carl Meyer.                                   |         |